# Caesarfontein
De Caesarfontein (Tsjechisch: Caesarova kašna en Duits: Caesarbrunnen) is een barokke fontein op het Horní náměstí (Bovenplein) in de Moravische stad Olomouc. De fontein is gebouwd door de steenhouwer Václav Render en kwam in 1725 gereed. Het standbeeld op de fontein is gemaakt door Jan Jiří Schauberger en beeldt Gaius Julius Caesar  te paard uit. Caesar is volgens een lokale legende de stichter van Olomouc als Julimontium. Het standbeeld kijkt richting de plek, de Michalské návrší (Michalsheuvel) waar Caesar zijn Romeinse castrum had gebouwd. Het is samen met de andere barokke fonteinen (Neptunusfontein, Herculesfontein, Jupiterfontein, Tritonenfontein en Mercuriusfontein) en de twee pestzuilen (Zuil van de Heilige Drie-eenheid en Mariazuil) sinds 1995 een nationaal cultureel monument.